# Balthazar Faure
Balthazar Faure est un homme politique français né le 14 juin 1746 à Roche-en-Régnier (Haute-Loire) et mort le 15 avril 1805 à Saint-Jean-de-Losne (Côte-d'Or). Il est connu comme étant un républicain intransigeant avec le catholicisme.

## Le député montagnard
La monarchie constitutionnelle, mise en application par la constitution du 3 septembre 1791, prend fin à l'issue de la journée du 10 août 1792 : les bataillons de fédérés bretons et marseillais et les insurgés des faubourgs de Paris prennent la palais des Tuileries. Louis XVI est suspendu et incarcéré, avec sa famille, à la tour du Temple. 
En septembre 1792, Balthazar Faure, alors président du tribunal d'Yssingeaux, est élu député du département de la Haute-Loire, le deuxième sur sept, à la Convention nationale.  
Il siège sur les bancs de la Montagne. Lors du procès de Louis XVI, il vote « la mort, dans les vingt-quatre heures », et rejette l'appel au peuple et le sursis à l'exécution de la peine. Le 13 avril 1793, il est absent lors du scrutin sur la mise en accusation de Jean-Paul Marat. Le 28 mai, il vote contre le rétablissement de la Commission des Douze. 
Le 12 mars, Balthazar Faure est envoyé en mission, aux côtés de Jean-Baptiste Lacoste (député du Cantal) dans les départements du Cantal et de la Haute-Loire afin d'y accélérer la levée en masse. Lui et son collègue sont rappelés à la Convention le 30 avril.  
Le 8 octobre, Faure est envoyé dans les départements de la Haute-Marne, de la Meurthe, de la Moselle et des Vosges afin d'y assurer la levée des chevaux. Le 14 brumaire an II (le 4 novembre 1793), il est chargé d'épurer les autorités constituées de la Moselle. Il procède notamment à l’arrestation de Pierre-Auguste « Marat » Mauger, agent du ministre de l'Intérieur et président du comité des sans-culottes de Nancy. 

## Réaction thermidorienne
Balthazar Faure est mis en accusation par Joseph Nicolas Pierret, nouveau représentant en mission dans le département de Meurthe. Un libellé, écrit par Jean-Claude Boutay, administrateur du canton de Sarreguemines, intitulé Balthazard Faure député de la Haute-Loire, démasqué, le vilipende ouvertement. Faure est tenu par la Convention de se justifier; le 14 décembre 1794, le député Genevois intervient en sa faveur. Il écrit trois lettres à Joseph Zangiacomi ou il lui avoue qu'il a été dans l'erreur jusqu'au 9 thermidor. Il y fait également part de ses fautes sur certaines de ses politiques locales mais ne désavoue pas sa position et les mesures prises par les montagnards à la Convention. Il demande également à Zangiacomi à être entendu « sur toutes les pièces, sur tous les faits, sur l'ensemble de toute sa conduite »

## Sous le directoire et le Consulat
Il est élu député de la Meurthe au Conseil des Cinq-Cents le 23 vendémiaire an IV. En décembre 1797, Faure s'inquiète du brigandage contre révolutionnaire en Haute-Loire et demande l'intervention de l'armée. Il siège ensuite entre au Conseil des Anciens le 22 germinal an VI, au titre de la Haute-Loire. Sous le règne consulaire, il siège comme député de la Haute-Loire au Corps législatif jusqu'en 1803. Il termine sa carrière comme greffier de la justice de paix de Toul, puis comme greffier du tribunal de première instance de Saint-Jean-de-Losne en Côte-d'Or.

## Sources
- « Balthazar Faure », dans Adolphe Robert et Gaston Cougny, Dictionnaire des parlementaires français, Edgar Bourloton, 1889-1891 [détail de l’édition]
- « La Haute-Loire et la Révolution française », Jacques Barlet, Jean-Claude Besqueut, Georges Chanon, Michel Roux, Patrice Teyssier, Polignac, Éditions du Roure, 240 p., 1988.
- « La Terreur dans les départements en 1793-1794 -- Lettres, opinions et Mémoires de Conventionnels de la Haute-Loire », Yoshiaki Ômi, p. 49, dans « L’écriture d’une expérience. Histoire & mémoires de Conventionnels », Paris, Société des études robespierristes, 2016.